# Santuari (novel·la d'Edith Wharton)
Santuari és la primera novel·la de l'autora nord-americana Edith Wharton: es publicà al 1903, quan l'autora tenia quaranta-un anys. És menys coneguda que altres obres posteriors de l'escriptora, com La casa de l'alegria (1905).

## Argument
Santuari conta la història d'una família de l'alta societat nord-americana, integrada per Denis Peyton, la seua núvia i després dona, Kate (Orme) Peyton, i el fill de tots dos, Dick. Quan descobreix que la fortuna del seu promés té un origen fosc que la seua família coneix i aprova, la jove Kate Orme s'enfronta per primera volta a la cara crua de la vida que fins llavors la seua educació privilegiada li havia mantingut allunyada. Kate, convertida en Sra. Peyton, acceptarà la decepció que suposa la immoralitat del marit i la hipocresia de la societat que els empara, i expiarà la culpa de la qual és còmplice dedicant-se per complet a ser mare.
Una volta mort el marit, Kate observarà de prop els passos i decisions de Dick, tement que aquest haja heretat el caràcter poc ètic del pare malgrat tots els seus esforços.
El drama de la protagonista és que, malgrat saber-se més intel·ligent i dotada que molts antagonistes masculins (començant pel marit), ha de romandre en el segon pla que corresponia en aquell temps a les dones, intentant influir en les decisions dels homes sense que aquests siguen conscients.
Com diu Marta Sanz, "Wharton ofereix al lector dues històries especulars en què qüestiona què és actuar correctament, en funció de quins principis i de quins valors; què és la consciència, d'on naix, on repercuteix i què significa corrompre's. Tot això al si d'una societat que transforma els individus honests en animals acorralats i els conceptua de 
ximples".